# José Luís Carneiro
José Luís Pereira Carneiro (ur. 4 października 1971 w Baião) – portugalski polityk, politolog, nauczyciel akademicki i samorządowiec, poseł do Zgromadzenia Republiki, w latach 2015–2019 sekretarz stanu, od 2022 do 2024 minister administracji i spraw wewnętrznych, od 2025 sekretarz generalny Partii Socjalistycznej.

## Życiorys
Ukończył stosunki międzynarodowe na Universidade Lusíada do Porto. Magisterium z afrykanistyki uzyskał w instytucie ISCSP w Lizbonie. Został nauczycielem akademickim na Universidade Lusíada i w Instituto de Ciências da Informação e Administração w Aveiro. Był publicystą gazety „O Independente”.
Działacz Partii Socjalistycznej. Od 1998 wchodził w skład zarządu miejskiego w Baião. Był doradcą w gabinecie zastępcy sekretarza stanu przy ministrze administracji i spraw wewnętrznych (1999–2000) i dyrektorem gabinetu frakcji poselskiej PS. W 2005 po raz pierwszy uzyskał mandat deputowanego do Zgromadzenia Republiki. W tym samym roku objął urząd burmistrza (presidente da câmara municipal) miejscowości Baião, który sprawował do 2015. Od 2006 do 2015 wchodził w skład Komitetu Regionów. Zasiadał w Radzie Gospodarczej i Społecznej.
W 2015 ponownie wybrany do portugalskiego parlamentu. Mandat uzyskiwał również w wyborach w 2019, 2022, 2024 i 2025.
W latach 2015–2019 pełnił funkcję sekretarza stanu do spraw wspólnot portugalskich. Powołany na zastępcę sekretarza generalnego Partii Socjalistycznej. W marcu 2022 objął stanowisko ministra administracji i spraw wewnętrznych w trzecim rządzie Antónia Costy. W grudniu 2023 bez powodzenia ubiegał się o przywództwo w Partii Socjalistycznej. W kwietniu 2024 zakończył pełnienie funkcji ministra.
W czerwcu 2025 został wybrany na sekretarza generalnego socjalistów, będąc wówczas jedynym kandydatem na tę funkcję.